# Národní akademické Velké divadlo opery a baletu (Minsk)
Národní akademické Velké divadlo opery a baletu (bělorusky: Нацыянальны акадэмічны Вялікі тэатр оперы і балета) je operní dům v běloruském hlavním městě Minsku. Soubor byl založen v roce 1933, ale zpočátku neměl vlastní budovu a vystupoval v sídle činohry Národního divadla (dnes Národní akademické divadlo Janka Kupaly) na ulici Enhieĺsa. Zakladatelem souboru byl ruský operní pěvec Anton Petrovič Bonačič. Prvním představením byla Bizetova Carmen. V roce 1939 soubor získal vlastní budovu, která byla přímo pro něj postavena. Jejím architektem byl Josif Langbard. Jeho odvážný konstruktivistický návrh byl ale realizován jen zčásti, kvůli přílišné finanční náročnosti. Kapacita byla snížena na 1500 diváků, po válce na 1200 diváků. Reliéfy na budově vytvořil sochař Zair Azgur. Divadlo otevíralo premiérou opery Jaŭhena Cikockého Michas Padhorny. Roku 1944 se do názvu dostalo "velké", roku 1964 "akademické". V roce 1996 se operní a baletní soubory rozdělily, v roce 2008 se ovšem znovu sloučily. Rok poté byla budova opery otevřena po rekonstrukci. Ta se snažila zohlednit některé původní Langbardovy záměry.